# Gare de Sainte-Pazanne
Gare de Sainte-Pazanne vasútállomás Franciaországban, Sainte-Pazanne településen.

## Vasútvonalak
Az állomást az alábbi vasútvonalak érintik:
- Nantes-État-La Roche-sur-Yon par Sainte-Pazanne-vasútvonal
- Sainte-Pazanne–Pornic-vasútvonal

## Kapcsolódó állomások
A vasútállomáshoz az alábbi állomások vannak a legközelebb:
- Gare de Machecoul
- Gare de Bouaye
- Gare de Saint-Hilaire-de-Chaléons
- Gare de Port-Saint-Père - Saint-Mars